# Patinoire du centre sportif de Brocēni
 (avril 2025).
Si vous disposez d'ouvrages ou d'articles de référence ou si vous connaissez des sites web de qualité traitant du thème abordé ici, merci de compléter l'article en donnant les références utiles à sa vérifiabilité et en les liant à la section « Notes et références ».
La patinoire du centre sportif de Brocēni, également appelée Wolkswagen ledus halle (anciennement Cemex ledus halle), est une patinoire située à Brocēni, en Lettonie. Cette patinoire ne dispose pas de places assises fixes, mais il est possible d’assister aux matchs de hockey depuis le café. Elle a été mise en service en 2005.

## Histoire
La construction de la patinoire a commencé et s’est achevée en 2005. À son ouverture, elle portait le nom de patinoire Cemex.

## Aujourd’hui
Depuis sa construction, la patinoire est un lieu populaire auprès des habitants et des visiteurs de la ville pour pratiquer le hockey. Elle abrite les équipes du centre de hockey pour enfants et jeunes, bien qu’aucune équipe professionnelle adulte n’y joue.

## Événements passés
La patinoire accueille les matchs du Championnat letton de hockey sur glace junior disputés par l’équipe Brocēnu BJSS. Des matchs amicaux et le "Tournoi Volkswagen de hockey" y ont également eu lieu.

## Accès à la patinoire

### Bus
Le transport en commun entre Saldus, le centre de Brocēni et les quartiers environnants est assuré par l’entreprise SIA "Sabiedriskais transports" via les lignes de bus Brocēni-Saldus. Le trajet jusqu’au centre-ville de Saldus dure environ 10 minutes. L’arrêt de bus se trouve à 500 mètres de la patinoire.

### Parking
Un parking gratuit est disponible juste à côté de la patinoire.